# Masahiko Yamada
Pour les articles homonymes, voir Yamada.
Masahiko Yamada (山田 正彦, Yamada Masahiko) est un homme politique japonais membre du Parti démocrate du Japon de 2003 à 2012, né le 8 avril 1942 à Fukue (actuellement Gotō) dans la préfecture de Nagasaki. 

## Biographie

### Jeunesse et études
Masahiko Yamada étudie à l'université Waseda. 

### Parcours professionnel
En 1993, il est élu député, poste qu'il conserve jusqu'à 1996, puis de  2000 à 2012, il fut Ministre de l'Agriculture, des Forêts et de la Pêche sous le 94e Cabinet du 8 juin 2010 au 17 septembre 2010. 
Il a quitté le Parti démocrate du Japon en novembre 2012, pour marquer son opposition au projet du Premier ministre et président du parti de l'époque Yoshihiko Noda de faire joindre le Japon aux négociations de l'Accord de partenariat transpacifique (TPP). 
Masahiko Yamada, lui-même propriétaire d'une exploitation d'élevage depuis les années 1970, est un ferme opposant à cet accord de libre-échange et un partisan d'un certain protectionnisme concernant l'agriculture japonaise.